# Mirin

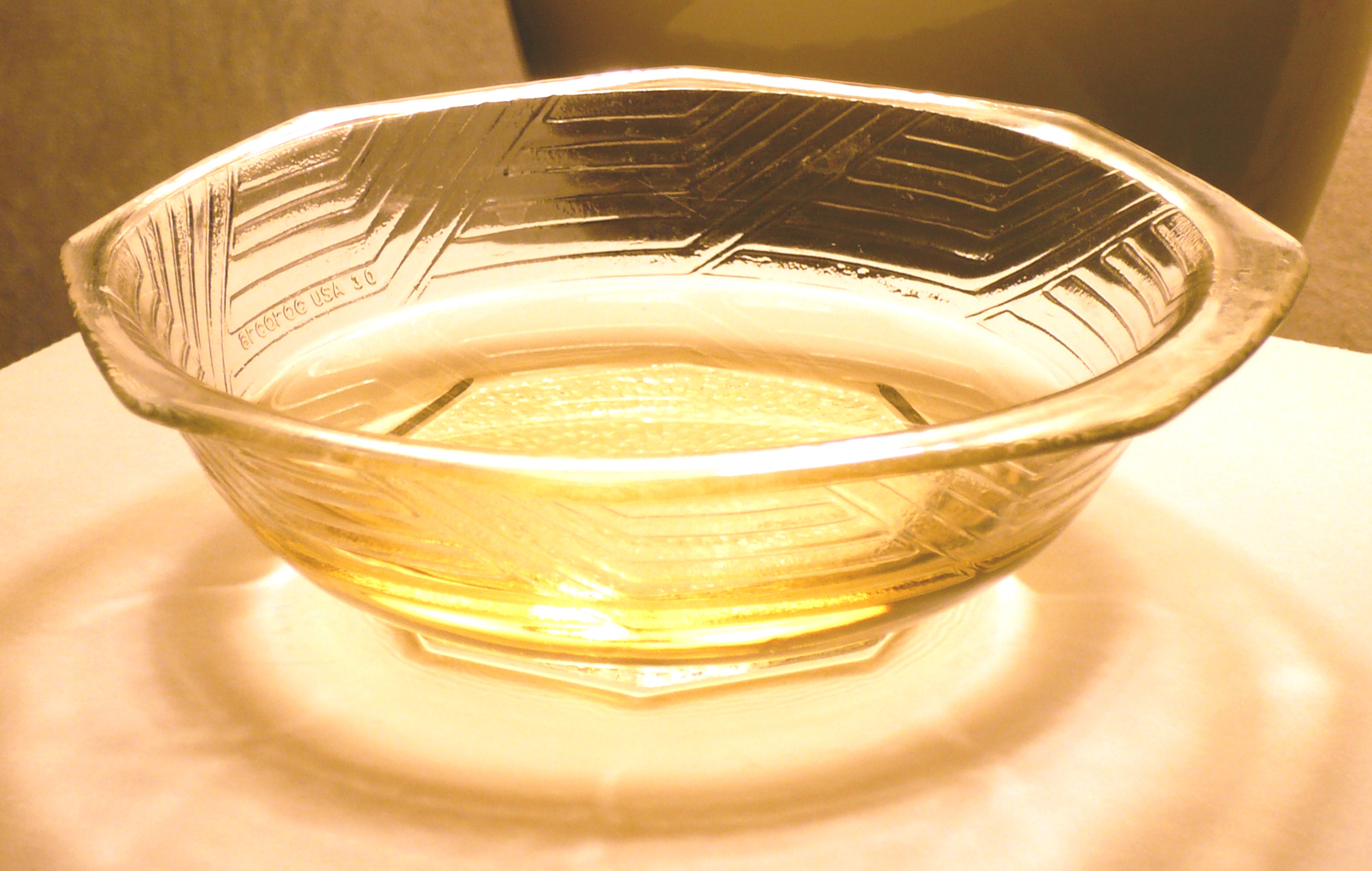
Un cuenco con mirin

El mirin (味醂?) es un condimento esencial en la comida japonesa con un sabor levemente dulce. Es una clase de vino de arroz similar al sake, pero con bajo contenido de alcohol. En el Período Edo, era tomado como un sake dulce, llamado toso (屠蘇?).
En la región de Kansai, es usado después de hervir brevemente para evaporar el alcohol, mientras que en la región de Kanto, es usado tal como es. El mirin hervido es conocido como nikiri mirin (literalmente, «hervido sobre el mirin»).
El mirin es usado para añadir un toque de sabor al pescado a la brasa o para eliminar el sabor a pescado. Una pequeña cantidad de azúcar y salsa de soja es usada para hacer salsa. 
El mirin es clave para la salsa teriyaki que usualmente acompaña a los yakitori.